# Regoza brevipennis
Regoza brevipennis är en insektsart som beskrevs av Andrej Vasiljevitj Gorochov och Kostia 1999. Regoza brevipennis ingår i släktet Regoza och familjen syrsor. Inga underarter finns listade i Catalogue of Life.